# 15e Gemotoriseerde Korps (Wehrmacht)
Het 15e Gemotoriseerde Korps (Duits: Generalkommando XV. Armeekorps (mot.)) was een Duits legerkorps van de Wehrmacht tijdens de Tweede Wereldoorlog. Het korps kwam alleen in actie in Polen in 1939 en in de veldtocht in het westen in 1940.

## Krijgsgeschiedenis

### Oprichting
Het 15e Gemotoriseerde Korps werd opgericht op 10 oktober 1938 in Jena in Wehrkreis IX.

### 1939

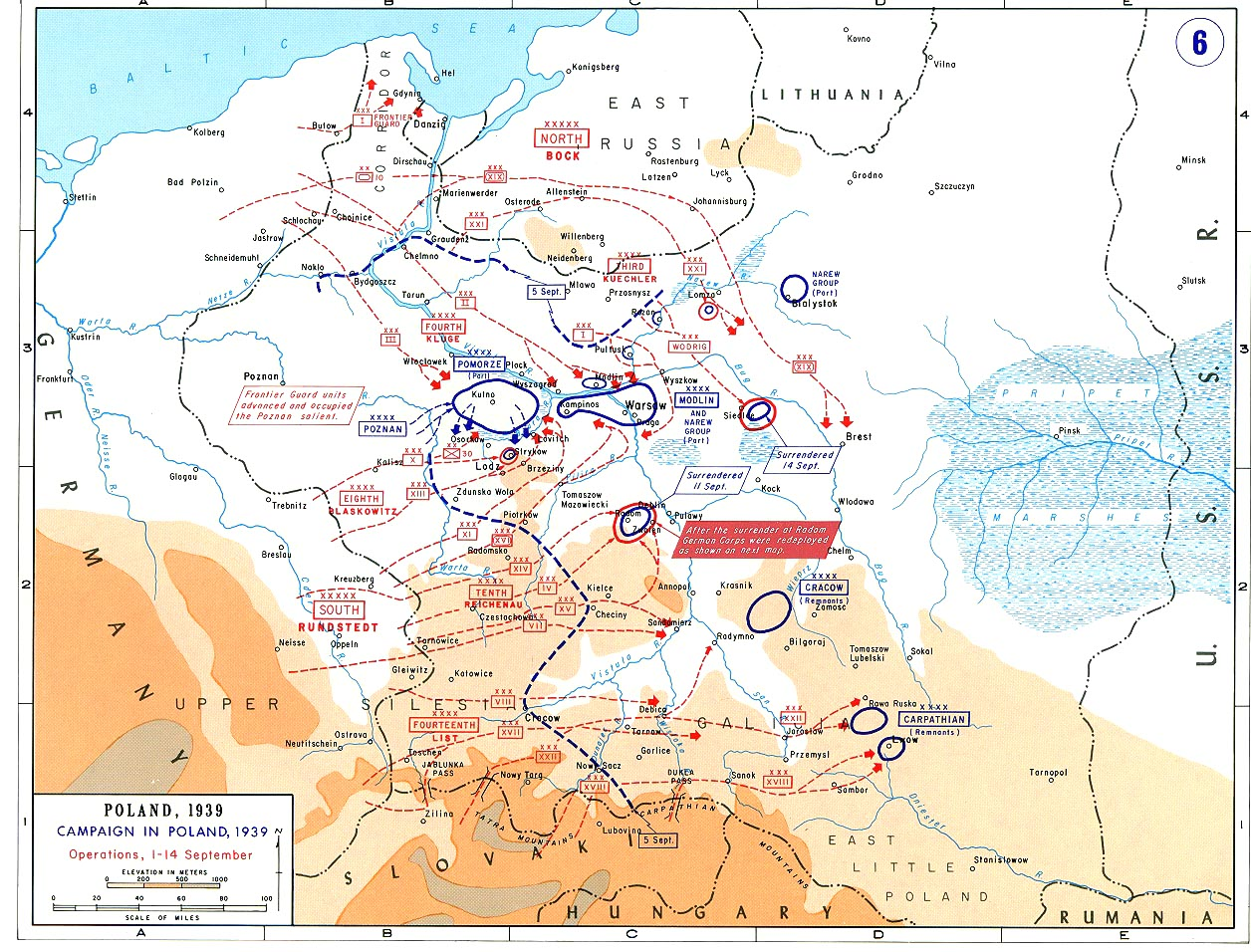
Eerste fase van de Poolse Veldtocht

Het korps stond bij het begin van de Polen veldtocht (Fall Weiss), onder bevel van het 10e Leger en beschikte over de 2e en 3e Lichte Divisies. Het korps rukte vanaf 1 september 1939 op richting de Warta. Binnen enkele dagen waren de sterke Poolse verdedigingsstellingen langs de rivier doorbroken en de rivier overgestoken ten zuiden van Częstochowa. Daarbij werd samen met het 4e Legerkorps de 7e Poolse Divisie omsingeld, die op 4 september capituleerde. Daarna ging het richting Radom, dat op 8 september bereikt werd. De volgende dag werden de Weichsel-bruggen bij Dęblin en Kozienice bereikt en daarmee de zak rond Poolse eenheden bij Radom dichtgemaakt. In gevechten die tot 13 september duurden, gingen vijf Poolse Infanteriedivisies en één Cavaleriebrigade ten onder. Daarna verplaatste het korps naar Błonie voor een stoot op 17 september naar het noorden om de verbinding tussen Modlin en Warschau door te snijden. Op 29 september capituleerde Modlin en daarmee was voor het korps de Poolse veldtocht ten einde.

Medio oktober 1939 werd het korps ter opfrissing naar de Heimat gebracht en vanaf 25 oktober naar de Nederrijn. Tegen het eind van het jaar lag het korps rond Aken.

### 1940
Bij het begin van de veldtocht in het westen, fase 1 (Fall Gelb), op 10 mei 1940, beschikte het korps over de 62e Infanteriedivisie en de 5e Pantserdivisie. De volgende dag kwam daar de 7e Pantserdivisie bij. De opdracht van het korps was de dekking van de rechterflank van Panzergruppe Kleist en hiertoe drong het korps door de Ardennen. Op 13 mei werd de Maas overgestoken bij Houx en Dinant. Op 15 mei ontbrandde de Tankslag bij Flavion. Daarna stootte met name de 7e Pantserdivisie snel door tot het gebied rond Arras. Hier werd de divisie door een krachtige Britse tegenaanval getroffen op 21 mei. De 5e Pantserdivisie was intussen rond Cambrai aangekomen. Door het “Haltebefehl” van Hitler, verbleef het korps op 24 mei aan het Canal de Neuffossé. Vervolgens nam het korps deel aan de Slag om Duinkerke.
Het korps werd tussen 19 en 30 mei “Gruppe Hoth” genoemd.
Tijdens de tweede fase van de veldtocht, Fall Rot, werd het korps als meest westelijk korps ingezet, aan de Somme (rivier). Het korps beschikte nu over de 5e en 7e Pantserdivisies en de 2e Gemotoriseerde Divisie. Met deze divisie rukte het korps op naar het zuiden vanaf 5 juni. Al op 9 juni werd Rouen bereikt met beide pantserdivisies. Daarna werd naar het westen gedraaid en werden de geallieerde troepen langs de kust afgesneden, omsingeld en gevangengenomen (20.000 man). Daarna draaide het korps weer naar het zuiden. Op 16 juni werd Dreux bereikt en vervolgens ging het richting Rennes. De 7e Pantserdivisie kon tegen de avond van 18 juni Cherbourg innemen met zijn haven. De andere delen van het korps hadden intussen Rennes bereikt. Twee dagen later met zijn voorste eenheden Nantes innemen, inclusief de onbeschadigde Loire-bruggen. Op 22 juni sloot de 7e Pantserdivisie weer bij het korps aan en nam Saint-Malo in terwijl de 5e Pantserdivisie Brest innam. Op 25 juni bereikte het korps de lijn Royan – Saintes. Hier eindigde de Franse veldtocht voor het korps. In juli verplaatste het korps naar Pithiviers. Op 2 november werd de staf van het korps naar Fontainebleau verplaatst.

Het 15e Gemotoriseerde Korps werd op 16 november 1940 in Fontainebleau in Frankrijk omgevormd in Panzergruppe 3.

## Bovenliggende bevelslagen
| Leger               | Legergroep       | Plaats/regio                             | Begin            | Eind             |
| ------------------- | ---------------- | ---------------------------------------- | ---------------- | ---------------- |
| 10. Armee           | Heeresgruppe Süd | Radom, Warschau                          | 26 augustus 1939 | 15 oktober 1939  |
| direct onder bevel  | BdE              | Heimat                                   | 15 oktober 1939  | 25 oktober 1939  |
| direct onder bevel  | Heeresgruppe B   | Nederrijn                                | 25 oktober 1939  | 8 november 1939  |
| 4. Armee            | Heeresgruppe B   | Nederrijn, Aken                          | 8 november 1939  | 8 maart 1940     |
| 4. Armee            | Heeresgruppe A   | Ardennen, Arras, Duinkerke, Somme, Loire | 8 maart 1940     | 24 juni 1940     |
| Panzergruppe Kleist | Heeresgruppe B   | Loire                                    | 24 juni 1940     | 5 juli 1940      |
| 2. Armee            | Heeresgruppe C   | Pithiviers                               | 5 juli 1940      | 21 oktober 1940  |
| 1. Armee            | Heeresgruppe C   | Pithiviers, Fontainebleau                | 21 oktober 1940  | 16 november 1940 |

## Commandanten

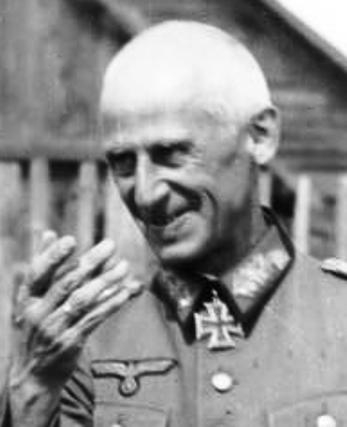
Generaloberst Hermann Hoth

| Rang                                                      | Naam         | Begin           | Eind             |
| --------------------------------------------------------- | ------------ | --------------- | ---------------- |
| General der Infanterie Generaloberst (vanaf 19 juli 1940) | Hermann Hoth | 10 oktober 1938 | 16 november 1940 |